# Vlag van Kuurne
De vlag van Kuurne werd door de gemeenteraad op 28 maart 1980 officieel vastgesteld als de gemeentelijke vlag van de West-Vlaamse gemeente Kuurne. Op 6 augustus 1980 werd hij door het koninklijk besluit bevestigd en uiteindelijk gepubliceerd op 25 september 1980 in het officiële Belgisch Staatsblad.
Officieel wordt de vlag beschreven als:
Twee even hoge banen van wit en van geel, met op het midden het gemeentewapen zonder versierselen
De kleuren van de banen van de vlag doen denken aan de kleuren van de merletten en de ringen. Het wapen is gebaseerd op dat van Joos Emmanuel le Paige, de laatste Heer die de eigenaar was van de Heerlijkheid voor de Franse Revolutie.

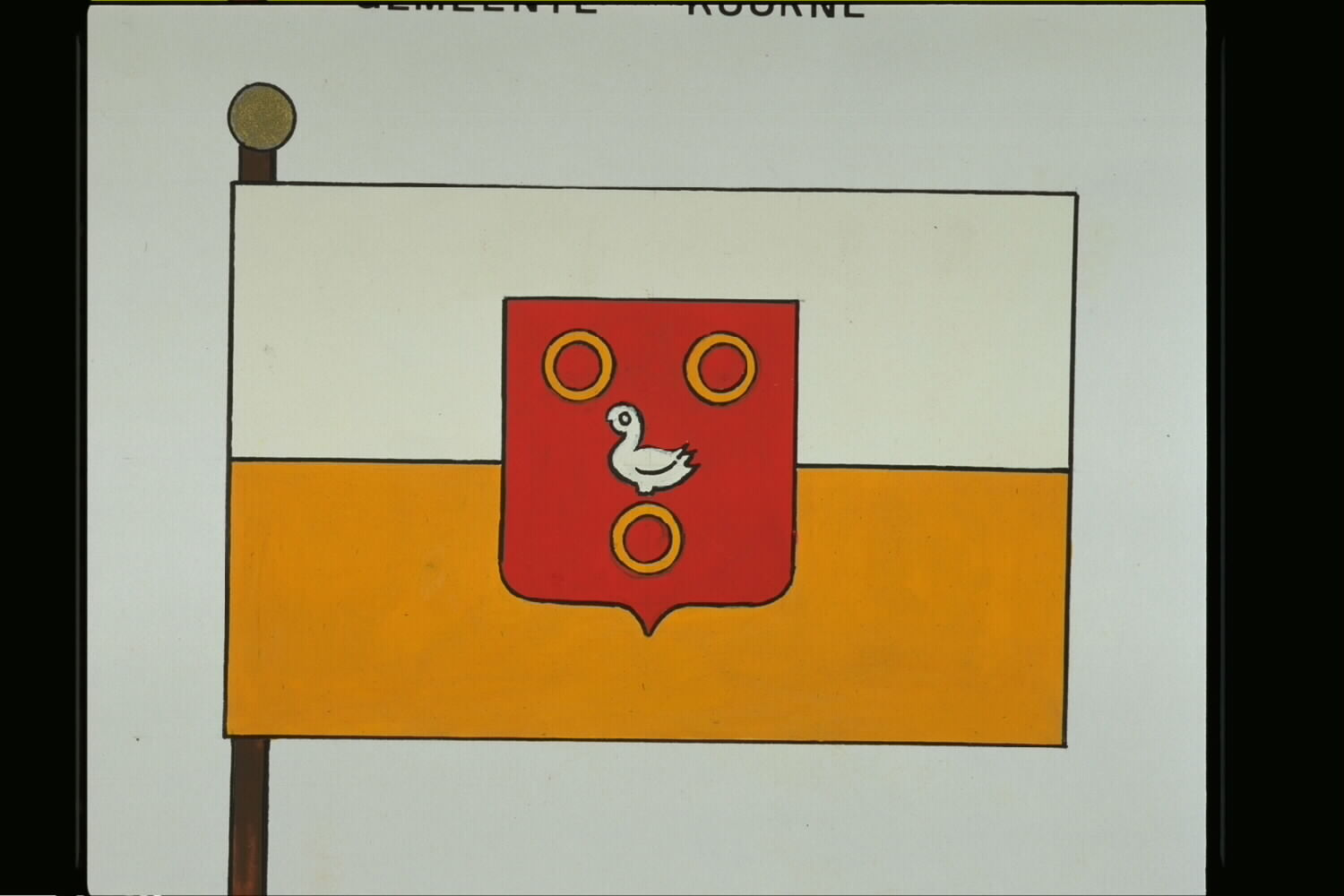
Officiële tekening van de vlag